# Daniel Gitau
Daniel Gitau (* 1. Oktober 1987) ist ein kenianischer Langstreckenläufer.
2006 kam er nach Japan, wo er sich an der Nihon-Universität immatrikulierte und deren Ekiden-Team zu mehreren Erfolgen führte.
2009 wurde er bei seinem Debüt Zweiter beim Kagawa-Marugame-Halbmarathon in 1:01:34 h. Im Mai gelang ihm das Kunststück, bei den Universitätsmeisterschaften von Kantō einen Vierfach-Triumph über 800, 1500, 5000 und 10.000 Meter zu erzielen. Im Herbst wurde er wie im Vorjahr japanischer Universitätsmeister über 5000 und 10.000 Meter.
2010 siegte er beim Kagawa-Marugame-Halbmarathon in 1:01:08 h.

## Persönliche Bestzeiten
- 800 m: 1:47,78 min, 11. April 2009, Machida
- 1500 m: 3:37,96 min, 30. Mai 2009, Nobeoka
- 5000 m: 13:23,72 min,	18. April 2009, Hiratsuka
- 10.000 m: 27:44,73 min, 20. Oktober 2007, Yokohama
- Halbmarathon: 1:01:08 h, 7. Februar 2010, Marugame